# Primera División 2014 (vrouwenvoetbal Uruguay)
Het seizoen 2014 van de Primera División was het achttiende seizoen van de hoogste Uruguayaanse vrouwenvoetbalcompetitie. Het seizoen liep van 6 april tot 17 december 2014. Colón FC wist hun titel met succes te verdedigen.

## Teams
Er namen veertien ploegen deel aan de Primera División tijdens het seizoen 2014. Elf daarvan hadden vorig seizoen ook meegedaan, CA Bella Vista keerde na een jaar afwezigheid weer terug in de competitie en CA Progreso Misses deed voor het eerst sinds 2006 weer mee. Ten opzichte van vorig seizoen ontbraken Huracán FC, CSD Huracán Buceo en CA Peñarol
| Club                               | Stad        | Vorig seizoen                       |
| ---------------------------------- | ----------- | ----------------------------------- |
| CA Bella Vista                     | Montevideo  | Geen deelname                       |
| CSD SAC Canelones–CD San Francisco | Las Piedras | 13e–14e (kwartfinale Copa de Plata) |
| CA Cerro                           | Montevideo  | 3e                                  |
| Colón FC                           | Montevideo  | 1e                                  |
| Montevideo Wanderers FC            | Montevideo  | 4e                                  |
| Club Nacional de Football          | Montevideo  | 2e                                  |
| CA Progreso Misses                 | Canelones   | Geen deelname                       |
| Racing Club de Montevideo          | Montevideo  | 8e                                  |
| Río Negro City FC                  | Fray Bentos | 5e–7e (kwartfinale)                 |
| CA River Plate                     | Montevideo  | 5e–7e (kwartfinale)                 |
| Rocha FC                           | Rocha       | 9e                                  |
| Salus FC                           | Montevideo  | 10e                                 |
| Club Seminario                     | Montevideo  | 11e                                 |
| Udelar                             | Montevideo  | 12e                                 |

## Competitie-opzet
De veertien deelnemende ploegen werden in vier groepen verdeeld, waarna de ploegen werden verdeeld in de Copa de Oro en de Copa de Plata. In de eerste fase werd in elke groep een hele competitie afgewerkt, waarna zeven ploegen zich plaatsten voor de Copa de Oro (Gouden Beker). De overige zeven ploegen gingen verder in de Copa de Plata (Zilveren Beker). In de Copa de Oro en in de Copa de Plata werd een hele competitie gespeeld. In tegenstelling tot de twee voorgaande seizoenen werden er in de Copa de Oro en de Copa de Plata geen play-offs meer gespeeld: de ploeg met de meeste punten werd de winnaar. De ploegen in de Copa de Oro speelden om de landstitel, de Copa de Plata had de achtste plaats als inzet.

### Kwalificatie voor internationale toernooien
Het seizoen 2014 gold als kwalificatie voor de Zuid-Amerikaanse Copa Libertadores Femenina van 2015. De landkampioen mocht meedoen aan dat toernooi, dat in oktober en november 2015 in enkele steden in het departement Antioquia (Colombia) werd gespeeld.

## Groepsfase
De Primera Fase (eerste fase) was de groepsfase die liep van 6 april tot 25 mei. De ploegen werden in vier groepen verdeeld, gebaseerd op de eindklassering van vorig seizoen (twee groepen met drie clubs en twee groepen met vier clubs). De beste zeven ploegen (alle groepswinnaars, de nummers twee uit Groep C en D en de beste nummer twee van Groep A of B) kwalificeerden zich voor de Copa de Oro, waardoor ze nog kans hadden op de landstitel. De overige zeven ploegen gingen verder in de Copa de Plata, een troosttoernooi met de negende plaats als inzet.

### Groep A
In groep A zaten titelverdediger Colón FC, nummer negen Rocha FC (winnaar Copa de Plata) en CSD SAC Canelones–CD San Francisco (vorig seizoen uitgeschakeld in de kwartfinales van de Copa de Plata). Colón kwalificeerde zich met vier ruime overwinningen voor de Copa de Oro. Rocha en SAC Canelones–San Francisco wonnen allebei een keer van elkaar. Rocha eindigde op doelsaldo als tweede, maar behaalde te weinig punten, waardoor beide ploegen verder gingen in de Copa de Plata.
|    | Club                               | Sp. | W | G | V | Pnt. | DV | DT | DS  |
| -- | ---------------------------------- | --- | - | - | - | ---- | -- | -- | --- |
| 1. | Colón FC                           | 4   | 4 | 0 | 0 | 12   | 30 | 3  | +27 |
| 2. | Rocha FC                           | 4   | 1 | 0 | 3 | 3    | 4  | 16 | –12 |
| 3. | CSD SAC Canelones–CD San Francisco | 4   | 1 | 0 | 3 | 3    | 4  | 19 | –15 |

### Legenda
| Kleur | Kwalificatie voor |
| ----- | ----------------- |
|       | Copa de Oro       |
|       | Copa de Plata     |

### Uitslagen
| Uitploeg →             | CSDDACC–CDSF | CFC    | RFC   |
| Thuisploeg ↓           | CSDDACC–CDSF | CFC    | RFC   |
| ---------------------- | ------------ | ------ | ----- |
| CSD SAC Canelones–CDSF |              | 2 – 9  | 2 – 1 |
| Colón FC               | 7 – 0        |        | 4 – 0 |
| Rocha FC               | 2 – 0        | 1 – 10 |       |

### Groep B
Groep B bestond uit vicekampioen Club Nacional de Football, nummer acht Racing Club de Montevideo en nummer twaalf Udelar (vierde plaats in de Copa de Plata). Nacional kwalificeerde zich zonder tegendoelpunten, maar behaalde niet de volle buit doordat ze tegen Racing op 0–0 bleven steken. Racing en Udelar wonnen allebei hun onderlinge thuiswedstrijd met 1–0. Hierdoor kwalificeerde Racing zich ook voor de Copa de Oro als betere tweede.
|    | Club                      | Sp. | W | G | V | Pnt. | DV | DT | DS  |
| -- | ------------------------- | --- | - | - | - | ---- | -- | -- | --- |
| 1. | Club Nacional de Football | 4   | 3 | 1 | 0 | 10   | 15 | 0  | +15 |
| 2. | Racing Club de Montevideo | 4   | 1 | 1 | 2 | 4    | 1  | 4  | –3  |
| 3. | Udelar                    | 4   | 1 | 0 | 3 | 3    | 1  | 13 | –12 |

### Legenda
| Kleur | Kwalificatie voor |
| ----- | ----------------- |
|       | Copa de Oro       |
|       | Copa de Plata     |

### Uitslagen
| Uitploeg →                | CNdF  | RCM   | UdlR  |
| Thuisploeg ↓              | CNdF  | RCM   | UdlR  |
| ------------------------- | ----- | ----- | ----- |
| Club Nacional de Football |       | 0 – 0 | 9 – 0 |
| Racing Club de Montevideo | 0 – 3 |       | 1 – 0 |
| Udelar                    | 0 – 3 | 1 – 0 |       |

### Groep C
In Groep C waren nummer drie CA Cerro, kwartfinalist Río Negro City FC en nummer elf Club Seminario (nummer drie van de Copa de Plata) ingedeeld, samen met CA Bella Vista, dat weer terugkeerde na een seizoen afwezigheid. Cerro won alle wedstrijden en werd dus groepswinnaar. De strijd om de tweede plaats bleef tot de laatste speelronde onbeslist, maar Río Negro City kwalificeerde zich toen ook voor de Copa de Oro door Bella Vista voor de tweede maal te verslaan. De Bellavistenses gingen als nummer drie naar de Copa de Plata, samen met Seminario, dat geen enkel punt wist te behalen.
|    | Club              | Sp. | W | G | V | Pnt. | DV | DT | DS  |
| -- | ----------------- | --- | - | - | - | ---- | -- | -- | --- |
| 1. | CA Cerro          | 6   | 6 | 0 | 0 | 18   | 35 | 6  | +29 |
| 2. | Río Negro City FC | 6   | 4 | 0 | 2 | 12   | 14 | 8  | +6  |
| 3. | CA Bella Vista    | 6   | 2 | 0 | 4 | 6    | 9  | 15 | –6  |
| 4. | Club Seminario    | 6   | 0 | 0 | 6 | 0    | 4  | 33 | –29 |

### Legenda
| Kleur | Kwalificatie voor |
| ----- | ----------------- |
|       | Copa de Oro       |
|       | Copa de Plata     |

### Uitslagen
| Uitploeg →        | CABV  | CAC   | RNCFC | Semi  |
| Thuisploeg ↓      | CABV  | CAC   | RNCFC | Semi  |
| ----------------- | ----- | ----- | ----- | ----- |
| CA Bella Vista    |       | 0 – 4 | 0 – 2 | 4 – 0 |
| CA Cerro          | 7 – 1 |       | 5 – 1 | 9 – 1 |
| Río Negro City FC | 2 – 0 | 0 – 3 |       | 4 – 0 |
| Club Seminario    | 0 – 4 | 3 – 7 | 0 – 5 |       |

### Groep D
Nummer vier Montevideo Wanderers FC, kwartfinalist CA River Plate, nummer tien Salus FC (verliezend finalist Copa de Plata) en het teruggekeerde CA Progreso Misses speelden in groep D. Montevideo Wanderers was de enige ploeg uit de top-vier van vorig seizoen die er niet in slaagde om groepswinnaar te worden: River Plate was de sterkste ploeg en won ongeslagen de groep. Wanderers ging wel door naar de Copa de Oro als nummer twee. Salus wist enkel van Progreso te winnen en werd derde. Progreso kon hun terugkeer nog niet opluisteren met een overwinning en eindigde puntloos onderaan.
|    | Club                    | Sp. | W | G | V | Pnt. | DV | DT | DS  |
| -- | ----------------------- | --- | - | - | - | ---- | -- | -- | --- |
| 1. | CA River Plate          | 6   | 5 | 1 | 0 | 16   | 18 | 5  | +13 |
| 2. | Montevideo Wanderers FC | 6   | 4 | 1 | 1 | 13   | 21 | 6  | +15 |
| 3. | Salus FC                | 6   | 2 | 0 | 4 | 6    | 10 | 10 | 0   |
| 4. | CA Progreso Misses      | 6   | 0 | 0 | 6 | 0    | 2  | 30 | –28 |

### Legenda
| Kleur | Kwalificatie voor |
| ----- | ----------------- |
|       | Copa de Oro       |
|       | Copa de Plata     |

### Uitslagen
| Uitploeg →              | MWFC  | CAPM  | CARP  | SFC   |
| Thuisploeg ↓            | MWFC  | CAPM  | CARP  | SFC   |
| ----------------------- | ----- | ----- | ----- | ----- |
| Montevideo Wanderers FC |       | 4 – 0 | 2 – 1 | 1 – 1 |
| CA Progreso Misses      | 0 – 9 |       | 1 – 2 | 0 – 4 |
| CA River Plate          | 3 – 2 | 8 – 0 |       | 3 – 1 |
| Salus FC                | 1 – 3 | 3 – 1 | 0 – 1 |       |

## Copa de Plata
De slechtste nummer twee en alle nummers drie en vier streden om de Copa de Plata. De ploegen speelden een hele competitie met de achtste plaats als inzet. De resultaten uit de groepsfase werden niet meegenomen, dus alle zeven ploegen begonnen de Copa de Plata weer op nul punten. Tussen 27 juli en 12 oktober werd het toernooi onderbroken vanwege het Zuid-Amerikaans kampioenschap voetbal vrouwen 2014.
Tijdens de eerste speelronde op 8 juni speelden Udelar en CA Bella Vista een 2–2 gelijkspel tegen elkaar. Voor Bella Vista bleek dat uiteindelijk het enige puntverlies in de hele Copa de Plata: ze wonnen hun resterende elf wedstrijden en eindigden met elf punten voorsprong op Rocha FC, de winnaar van vorig seizoen. Salus FC - vorig seizoen tweede in de Copa de Plata - behaalde nu de derde plek. De ploegen die in de groepsfase alles hadden verloren (CA Progreso Misses en Club Seminario) slaagden er nu wel in om enkele wedstrijden te winnen. Voor Seminario was dit echter onvoldoende om de rode lantaarn te ontlopen: met zeven punten eindigden zij als laatste.
|    | Club                               | Sp. | W  | G | V | Pnt. | DV | DT | DS  |
| -- | ---------------------------------- | --- | -- | - | - | ---- | -- | -- | --- |
| 1. | CA Bella Vista                     | 12  | 11 | 1 | 0 | 34   | 59 | 6  | +53 |
| 2. | Rocha FC                           | 12  | 7  | 2 | 3 | 23   | 19 | 14 | +5  |
| 3. | Salus FC                           | 12  | 5  | 3 | 4 | 18   | 18 | 14 | +4  |
| 4. | Udelar                             | 12  | 4  | 4 | 4 | 16   | 17 | 19 | –2  |
| 5. | CA Progreso Misses                 | 12  | 3  | 3 | 6 | 12   | 12 | 27 | –15 |
| 6. | CSD SAC Canelones–CD San Francisco | 12  | 2  | 2 | 8 | 8    | 12 | 34 | –22 |
| 7. | Club Seminario                     | 12  | 2  | 1 | 9 | 7    | 11 | 34 | –23 |

### Uitslagen
| Uitploeg →             | CABV  | CSDDACC–CDSF | CAPM  | RFC   | SFC   | Semi   | UdlR  |
| Thuisploeg ↓           | CABV  | CSDDACC–CDSF | CAPM  | RFC   | SFC   | Semi   | UdlR  |
| ---------------------- | ----- | ------------ | ----- | ----- | ----- | ------ | ----- |
| CA Bella Vista         |       | 9 – 1        | 8 – 0 | 5 – 1 | 2 – 0 | 10 – 0 | 5 – 0 |
| CSD SAC Canelones–CDSF | 0 – 5 |              | 0 – 0 | 0 – 1 | 1 – 6 | 2 – 3  | 2 – 1 |
| CA Progreso Misses     | 1 – 4 | 3 – 2        |       | 1 – 3 | 0 – 2 | 3 – 1  | 0 – 3 |
| Rocha FC               | 1 – 3 | 2 – 0        | 1 – 1 |       | 0 – 1 | 3 – 1  | 1 – 1 |
| Salus FC               | 0 – 4 | 1 – 1        | 1 – 1 | 0 – 2 |       | 2 – 0  | 0 – 1 |
| Club Seminario         | 0 – 2 | 1 – 2        | 1 – 0 | 1 – 3 | 0 – 3 |        | 1 – 2 |
| Udelar                 | 2 – 2 | 2 – 1        | 1 – 2 | 0 – 1 | 2 – 2 | 2 – 2  |       |

## Copa de Oro
De groepswinnaars en drie van de vier nummers twee kwalificeerden zich voor de Copa de Oro. Deze zeven ploegen hadden zich vorig seizoen ook allemaal gekwalificeerd voor de Copa de Oro. De ploegen speelden een hele competitie. De resultaten uit de groepsfase werden niet meegenomen, dus alle zeven ploegen begonnen de strijd om de landstitel weer op nul punten. Ook de Copa de Oro werd tussen 27 juli en 12 oktober onderbroken vanwege het Zuid-Amerikaans kampioenschap. Titelverdediger Colón FC was in november actief in de Copa Libertadores Femenina 2014 in Brazilië. De competitiewedstrijden die zij in die periode hadden moeten spelen werden verplaatst.
De Copa de Oro werd uiteindelijk een driestrijd tussen CA Cerro, Colón en Club Nacional de Football. De eerste onderlinge wedstrijd tussen die ploegen vond al plaats tijdens de eerste speelronde: Colón versloeg Cerro met 5–2. Een maand later won Colón tijdens de vijfde speelronde ook van Nacional (3–1). Na zes speelrondes werd de competitie onderbroken; Colón ging aan de leiding met de maximale score, voor Nacional en Cerro. Hun voorsprong werd vergroot toen de competitie op 12 oktober weer werd hervat: Cerro versloeg Nacional met 4–0 en veroverde halverwege de competitie de tweede plaats. Colón won ook van Racing en had nog altijd geen punt laten liggen.
Een week later gebeurde dat voor het eerst: Cerro wist aan hun tweede ontmoeting tegen Colón wel een punt over te houden (2–2). De daaropvolgende weken lieten de drie titelfavorieten geen steken meer vallen, totdat Nacional tegen Colón speelde. Bij winst voor Colón was Nacional uitgeschakeld voor de titel, maar de Tricolores zegevierden met 1–0 en namen tijdelijk de leiding over. De daaropvolgende wedstrijd pakte Colón de koppositie echter weer terug omdat ze wonnen van CA River Plate terwijl Nacional niet in actie hoefde te kopen.
Op 14 december, de laatste speeldag, konden de drie titelfavorieten allemaal nog kampioen worden. Indien Colón zou winnen van Racing Club de Montevideo werden ze voor de tweede maal landskampioen. Als de Colonenses punten lieten liggen, dan hadden Nacional en Cerro (die tegen elkaar speelden) ook nog kans. Colón deed echter wat ze moesten doen: tegen Racing behaalden ze de grootste zege van de competitie (0–12). Hierdoor konden Nacional en Cerro hoogstens nog tweede worden. De Tricolores behielden hun weede plaats door Cerro met 3–0 te verslaan.
|     | Club                      | Sp. | W  | G | V | Pnt. | DV | DT | DS  |
| --- | ------------------------- | --- | -- | - | - | ---- | -- | -- | --- |
| 01. | Colón FC                  | 12  | 10 | 1 | 1 | 31   | 57 | 8  | +49 |
| 2.  | Club Nacional de Football | 12  | 10 | 0 | 2 | 30   | 48 | 12 | +36 |
| 3.  | CA Cerro                  | 12  | 8  | 2 | 2 | 26   | 41 | 16 | +25 |
| 4.  | CA River Plate            | 12  | 3  | 3 | 6 | 12   | 19 | 33 | –14 |
| 5.  | Río Negro City FC         | 12  | 2  | 3 | 7 | 9    | 18 | 47 | –29 |
| 6.  | Montevideo Wanderers FC   | 12  | 2  | 2 | 8 | 8    | 10 | 42 | –32 |
| 7.  | Racing Club de Montevideo | 12  | 0  | 3 | 9 | 3    | 8  | 43 | –35 |

### Legenda
| Kleur | Kwalificatie voor               |
| ----- | ------------------------------- |
|       | Copa Libertadores Femenina 2015 |

### Uitslagen
| Uitploeg →                | CAC   | CFC    | MWFC  | CNdF  | RCM   | RNCFC | CARP  |
| Thuisploeg ↓              | CAC   | CFC    | MWFC  | CNdF  | RCM   | RNCFC | CARP  |
| ------------------------- | ----- | ------ | ----- | ----- | ----- | ----- | ----- |
| CA Cerro                  |       | 2 – 2  | 5 – 0 | 4 – 0 | 6 – 1 | 4 – 1 | 3 – 2 |
| Colón FC                  | 5 – 2 |        | 7 – 1 | 3 – 1 | 4 – 0 | 8 – 0 | 1 – 0 |
| Montevideo Wanderers FC   | 0 – 4 | 0 – 6  |       | 1 – 6 | 1 – 0 | 3 – 3 | 0 – 0 |
| Club Nacional de Football | 3 – 0 | 1 – 0  | 5 – 1 |       | 7 – 0 | 9 – 0 | 4 – 2 |
| Racing Club de Montevideo | 2 – 2 | 0 – 12 | 1 – 2 | 0 – 3 |       | 2 – 2 | 1 – 1 |
| Río Negro City FC         | 0 – 2 | 1 – 4  | 3 – 1 | 1 – 4 | 1 – 0 |       | 3 – 7 |
| CA River Plate            | 0 – 7 | 0 – 5  | 2 – 0 | 0 – 5 | 2 – 1 | 3 – 3 |       |

| Winnaar Primera División 2014 |
| ----------------------------- |
| Colón FC 2e titel             |

#### Topscorers
Lourdes Viana van CA Cerro scoorde 25 maal en werd daarmee topscorer van de competitie.
| №  | Speelster     | Club(s)  | Goals |
| -- | ------------- | -------- | ----- |
| 1. | Lourdes Viana | CA Cerro | 25    |

### Fairplayklassement
Het fairplayklassement werd gewonnen door rode lantaarn Club Seminario.
1997 · 1998 · 1999 · 2000 · 2001 · 2002 · 2003 · 2004 · 2005 · 2006 · 2007 · 2008 · 2009 · 2010 · 2011 · 2012 · 2013 · 2014 · 2015 · 2016 · 2017 · 2018 · 2019 · 2020 · 2021